# Sergi Gordo Rodríguez
Sergi Gordo Rodríguez (Barcelona, 23 de março de 1967) é um clérigo espanhol, atual bispo de Tortosa.

## Biografia

### Origens e estudos
Monsenhor Gordo Rodríguez nasceu em 1967 em Barcelona e aos 14 anos ingressou no Seminário Menor de Barcelona. Mais tarde, estudou estudos eclesiásticos de Teologia e Filosofia no seminário maior da mesma diocese e na Faculdade de Teologia da Catalunha.

### Padre
Foi ordenado sacerdote em 14 de junho de 1992, obtendo um diploma de dois anos em filosofia pela Universidade Ramon Llull em Barcelona, onde também completou o doutorado em dois anos em filosofia. De 2001 a 2004, ele expandiu seus estudos em Linguagem e Filosofia em Munique.
Foi padre ligado a várias igrejas de sua diocese: a de Santa María e a da Santíssima Trindade de Villafranca del Panadés. Ele também foi formador do seminário menor diocesano entre 1992 e 2001; colaborador da delegação episcopal da Vida Consagrada como responsável pelas relações com os Institutos Seculares (de 1997 a 2005); e professor da Faculdade Eclesiástica de Filosofia e do curso preparatório (introdutório) do seminário maior de Barcelona (1998-2017).
Foi Chanceler da Cúria e Secretário Geral do Arcebispado de Barcelona e Secretário da Província Eclesiástica de Barcelona (desde 2004); Canon e membro do Conselho Presbiteriano, do Colégio de Consultores e do Conselho Pastoral Diocesano (desde 2009); Conselheiro diocesano do Movimento de Profissionais Católicos de Barcelona (desde 2011) e membro do Conselho de Administração da Fundação para a construção da Basílica da Sagrada Família (desde 2017). Ele também é professor da Faculdade de Filosofia e do ISCREB (Instituto Superior de Ciências Religiosas) nas especialidades de História da Filosofia Antiga e também de Fenomenologia da Religião. Fala vários idiomas.
Em 19 de junho de 2017, a Nunciatura Apostólica tornou pública sua nomeação pelo Papa Francisco como bispo auxiliar de Barcelona, ao lado do padre Antoni Vadell Ferrer. Foi designada a sede titular do Cene.

### Bispo
Em 9 de setembro, a consagração episcopal conjunta de ambos os prelados foi realizada na Basílica da Sagrada Família. O arcebispo de Barcelona, Juan José Omella, serviu como principal consagrador.